# Плезант Хоуп (Мисури)
Плезант Хоуп (енгл. Pleasant Hope) град је у америчкој савезној држави Мисури.

## Демографија
По попису из 2010. године број становника је 614, што је 66 (12,0%) становника више него 2000. године.
| Група             | 2000.       | 2010.       |
| Белци             | 530 (96,7%) | 576 (93,8%) |
| Афроамериканци    | 3 (0,5%)    | 0 (0,0%)    |
| Азијати           | 0 (0,0%)    | 2 (0,3%)    |
| Хиспаноамериканци | 3 (0,5%)    | 21 (3,4%)   |
| Укупно            | 548         | 614         |